# Stranded Deep
Stranded Deep је видео-игра преживљавања из првог лица, у отвореном свету, коју је за Windows, Линукс и OS X развио и објавио аустралијски независни девелопер Бим тим гејмс. Ово је била прва видео-игра поменуте компаније. Stranded Deep прати причу лика који је преживео авионску несрећу на лету изнад Пацифика. Игрица је делимично базирана на филму Изгнаник (енгл. Cast Away) из 2000. године.

## Играње
Радња игре Stranded Deep одвија се на Тихом океану, где се лик (којем није дато име) суочава са неким од најопаснијих ситуација у којима људски живот може да буде угрожен, и то у бесконачном и процедурално генерисаном (енгл. procedurally generated) фиктивном свету.
Игра почиње тако што лик односно играч седи у авиону, на турбулентном лету према Јапану. Од њега се тражи да себи припреми коктел (како би се упознао са основним командама које се користе за управљање). Након повратка на седиште, турбуленције постају јаче, авион се почиње распадати и на крају се руши у море. Играч мора да исплива кроз рупу која се налази на левој страни пре кокпита, а на површини га дочекује жути појас за спасавање (коришћен као икона игре на рачунару) и весло у њему. Играчу се накратко одузима контрола а камера се закреће налево према мотору авиона који експлодира. У овом моменту олупина авиона тоне а игра почиње. Играч може да се попне у појас, узме весло и довесла до најближег острва, или пак једноставно плива где жели. Једине залихе које има су упаљач и поменуто весло.
Пружа се могућност истраживања Пацифичких острва, гребена, океанских бразда без дна и још много тога; биом је поприлично детаљан и реалистичан, али острва у целини нису разнолика већ су слична једна другима (постоји неколико ’шаблонских’ острва која се позиционо насумично генеришу); острва нису створена по узору на нека стварна, а готово свака сличност са стварним биомом је такође случајна. Играч мора да истражује и проналази средства за преживљавање.
Један од битних аспеката игре је градња. Наиме, играч може да се настани на неком од острва и ту сагради склониште или сплав којим ће истраживати океан; систем градње укључује и систем склапања алатки, при чему се прикупљени ресурси комбинују да би се нешто направило (нпр. секира, чекић, нож, копље или чак мотор за сплав). Ресурси су ограничени и према томе морају да се користе селективно. Пошто је број залиха које играч може да носи са собом ограничен, неопходно је одређивати приоритете како би се сакупили најпотребнији ресурси за преживљавање (нпр. при путовању до другог острва, које поприлично траје и пуно је ризика, добро је понети само две-три основне залихе од максимално дозвољених осам односно петнаест у новијим верзијама инвентара; могуће је понети само ограничене количине истог ресурса на месту једног од петнаест слотова инвентара).
Најбитнији аспекат игре је, међутим, чињеница да играч мора да води рачуна о виталним аспектима (здравље, глад и жеђ, у новијим верзијама и сан), истовремено се суочавајући са разним проблемима: опасне животиње (нпр. тигар ајкула или бела ајкула), отровне или за јело непогодне животиње и биљке (нпр. отровна риба-лав, свежа краба, некуван кромпир и сл.), пад са узвишења (нпр. палми или лестава). Могуће је истраживати и друга острва, морска метална утврђења са платформама те олупине потонулих бродова, како би се пронашли корисни или интересантни и ретки (каткад и беспотребни) предмети. У игрици је време динамично (може да сија сунце, пада киша и сл.); постоји такође циклус дан—ноћ (ноћу се на небу види месец, на тлу месечина, а радом имплементираног система за симулацију плиме и осеке ниво мора се подиже). Играч на руци носи сат, а постоји команда којом се активира приказ руке са сатом која служи као показатељ виталних параметара и других аспеката. Играч на сату може да види тренутну температуру (која се мења у складу са временом у сваком аспекту те дубином воде и сл.), временске прилике (некада су приказане иконе за будуће време а не тренутно), време и датум (један сат у игри је еквивалентан стварном времену од једне минуте) те број дана који показује колико времена је играч успео да преживи (тренутно не постоји начин да се игрица „победи” већ је једини циљ преживети што дуже). На сату се може променити мод како би се уместо претходно поменутих параметара приказали за опстанак кључни витални аспекти: здравље, глад и жеђ. Све три параметра имају по седам цртица-индикатора који су или обојени или бледи. Примера ради, ако играч падне са палме, или га нападне ајкула, или додирне отровну животињу или биљку, или остане предуго у [дубокој] води — индикатори здравља нестају одозго надоле, а да би се здравље повратило потребно је искористити [редом] пронађени морфин (за сломљену руку), пронађени или направљени завој (за крварење), пронађену бочицу антибиотика (за осип) односно витамина (за кашаљ) и сл. Индикатори за глад и жеђ нестају временом или услед коришћења непогодне хране (нпр. свежа краба или некуван кромпир) или пића (нпр. морска вода); како би се ови параметри обновили, играч мора да уноси здраву храну (као што су половице кокосовог ораха, неотровна риба, печена краба, куван кромпир и сл.) и пије здраву текућину (нпр. млеко кокосовог ораха или пијаћа вода која се добије прокувавањем морске у пронађеној металној кофи итд.).

### Приступи
Постоје два општа стила игре која могу да се препознају код играча  а. Стилове не бира директно сам играч већ их одражава својим приступом начину преживљавања.
- Усамљенички стил је сигурнији стил и одабире га већина нових играча. Подразумева мањи број кратких путовања у потрази за ресурсима и останак у познатом склоништу, користећи само храну која се може наћи у близини (ловљење рибе израђеним копљем или мрежом за рибе, печење краба и кување кромпира чија биљка у фиктивном свету нарасте након што се посече и сл.). Треба напоменути да је време преживљавања на овај начин делимично ограничено, а игра након неког времена постане монотона.[2]
- Пиратски стил је несигурнији стил и одабиру га већином искуснији (и опседнутији) играчи. Пружа више шанси за истраживање јер пирати не бирају острво где ће се настанити већ готово увек путују. Такође се не брину да ће се изгубити; у отвореном свету игре веома је лако изгубити настањено острво (при враћању на настањено острво генерише се више острва у видокругу играча и без пронађеног компаса и адекватног коришћења истог тешко је одржати исти смер и готово немогуће препознати претходни ако је играч био приморан да се окрене, на пример при нападу ајкуле). У овом стилу сигурност је мања него у усамљеничком зато што је ризик од напада предатора или тровања већи, а припремљених ресурса за лечење можда не буде у датом моменту или року. Залихе фластера и завоја су веома корисне ако играч одабере овај приступ.[2]

## Развој
је прва видео-игра коју је направио Бим тим гејмс (енгл. BEAM Team Games), тим који чине само два девелопера из Бризбејна: Бен Меси и Сем Едвардс. Дизајнер Меси се углавном брине за све уметничке аспекте при стварању и развоју игре, док програмер Едвардс ради на техничким детаљима.
Развој Stranded а објављен је 2013. године, а игра је 23. јануара 2015. године постала доступна на Стиму (као Early Access). Тренутно, игра се може купити на Стиму. Датум изласка комплетне игре не постоји.
Бим тим гејмс је изјавио да жели да инкорпорише ко-оп и мултиплејер модове, као и да омогући подршку за Oculus Rift у будућности.

### Верзије
Игра је од датума изласка до данас унапређивана много пута, а процес развоја се вероватно никада неће зауставити тако да датума изласка комплетне игре нема. Кад год изађе нова верзија, Бим тим на Стиму постави поруку обавештења. Прва верзија која је изашла 23. јануара 2015. је верзија 0.01. Последња верзија (ажурирано: јун 2016.) која је изашлаOculus Rift је први хотфикс за верзију 0.13; ово је свеукупно 43. верзија игре и изашла је 14. јуна 2016. године. У табели испод су приказане верзије које су до сада изашле, са датумима изласка и унесеним променама.
| Табеларни приказ развојних верзија игре са детаљним описима унесених промена | Табеларни приказ развојних верзија игре са детаљним описима унесених промена | Табеларни приказ развојних верзија игре са детаљним описима унесених промена | Табеларни приказ развојних верзија игре са детаљним описима унесених промена | Табеларни приказ развојних верзија игре са детаљним описима унесених промена | Табеларни приказ развојних верзија игре са детаљним описима унесених промена | Табеларни приказ развојних верзија игре са детаљним описима унесених промена |
| №                                                                            | Верзија                                                                      | Датум изласка                                                                | Промене | Промене | Промене | Напомене |
| №                                                                            | Верзија                                                                      | Датум изласка                                                                | Поправке багова | Нови садржај | Балансирање | Напомене |
| ---------------------------------------------------------------------------- | ---------------------------------------------------------------------------- | ---------------------------------------------------------------------------- | --- | --- | --- | --- |
| 1.                                                                           |                                                                              | 23. јануар 2015.                                                             | — | — | — | излазак игре |
| 2.                                                                           |                                                                              | 27. јануар 2015.                                                             | - сплавови — поправљен баг „Бермудски троугао”; сплавови више не нестају при путовањима - сплавови — поправљена функционалност сплава (судари и степенице) - играч — поправљен баг где се играч поново учитавао унутар терена, олупина брода итд. - играч — прилагођена брзина пливања - увод — поправљен баг „Одбијајућа Бети”; погледајте линк - кување — поправка за логорске ватре код којих се при више предмета који се могу кувати међусобно мешало време кувања - менији — поправљена непримењивост осетљивости миша - менији — додата могућност повезивања типки (џојстици нису званично подржани али могуће је да буду) - менији — додата функционалност унутар игре - спремање/терен — поправљен велики баг; гранични случај када су се при учитавању спремљене игре и потом поновном спремању претходни биоми преписивали - терен — подешена количина генерисања стена и штапова - спремање — поправљен баг где се предмети набодени на врх копља нису спремали - спремање — поправљено неспремање приказаних имена предмета - ајкуле — поправљено нестајање великих белих ајкула када се убију - ајкуле — већина ајкула више не би требало да се појављује близу копна - ајкуле — поправљено нехватање меса ајкуле на ражањ - ајкуле — копље сада може да науди ајкулама - ајкуле — разне промене уметне интелигенције да се повећа тежина (мало) - марлин — поправљено нестајање марлина када се убију - спавање — промењена времена за спавање; сада се може спавати између 18.00 и 6.00 часова; бројање дана сада функционише како треба - сигнални пиштољ — поправљен коришћењем спама - искоришћавање јука и кромпира — поправљена неисправна величина поновно нараслих биљака - питки кокос — поправљен користећи анимације и аудио са разним алатима - Дедекс кутија — сада се може подићи - контејнер и врата — поправљен аудио спам при уласку у учитане биоме - контејнер и врата — поправљен велики баг са позицијама појављивања предмета - разно — поправљени разни тагови за интерактивне објекте који су недостајали, описи итд. - разно — поправљен баг „Банана” жуте руке при гледању на сат када је други извор светлости у близини - разно — поправљен ховеринг баг са једним од стаклених шејдера | - слонови — ново створење - ронилачка плоча за писање — ново ускршње јаје - авионски мотор — сада је употребљив и функционалан | — | — |
| 3.                                                                           |                                                                              | 14. фебруар 2015.                                                            | - повезивање типки — уклоњено секундарно повезивање типки које је међуделовало код корисника са тастатурама - менији — поправљено непримењивање подешавања за звук када је промена направљена у току играња - менији — поправљено непримењивање подешавања осетљивости миша када је промена направљена у току играња - менији — поправљена позиција прозора за скроловање у менију за унос - инвентар — подешена сила при испуштању предмета - увод — онемогућено испуштање предмета у почетном туторијалу како би се избегле забуне - градња — поправљен баг где је уништавање објекта вучењем алата могло да уништи систем градње - градња — поправљена могућност спремања упола изграђеног објекта и поновно учитавање са невидљивим предметом уграђеним у окружење - кување — поправљено име за приказ код предмета који се могу кувати односно приказ текста „Кува се” на сваком учитавању; напомена: сви претходно спремљени предмети за кување ће да се и даље приказују као „Скувано скувано скувано” итд. - ронилачка плоча за писање — поправљена позиција за држање ронилачке плоче за писање - кокосови ораси — подешена количина појављивања кокосових ораха - кокосови ораси — повећана удаљеност за уочавање кокосових ораха - кокосови ораси — поправљен баг где се није могао разбити кокосов орах на другом острву - огњиште — поправљен баг где је при пуном инвентару и узимању нечега са огњишта, а потом испуштању једне комплетне залихе и поновном покушају узимања предмет није било могуће уклонити са огњишта - кревет — сада је нормални предмет за градњу; може га се увући у изграђену кућу - мотор сплава — поправљено све веће ротирање мотора за сплав при сваком учитавању - мотор сплава — поправљени разни багови у погледу издржљивости и брзине - мотор сплава — сада има мерач горива - ваздушна боца — поправљена неограничена ваздушна боца - разно — поправљена имена за приказ разних предмета (заштитне наочале, пераја, мартини итд.) - разно — поправљено летење са објектима који се вуку - сенке — поправљени сви објекти за градњу код којих се сенка није приказивала - биљке за искоришћавање — подешено време поновног раста - кофа — подешен угао превртања, време кувања и поправљени разни багови што се тиче кувања - фењер — поправљен баг осветљења са нивоом детаља фењера и светлосним маскама - сат — мања оптимизација рендеровања и приближавање ради лакшег очитавања - копнене ајкуле и копнени китови — поправљено - ајкуле — подешена количина појављивања - ајкуле — побољшана вештачка интелигенција; различите врсте ајкула ће да се удаљавају од доминантнијих врста; агресивније, генерално говорећи - ајкуле — побољшана вештачка интелигенција; подешена радозналост; брзина уочавања код ајкула повећања; агресивније нападачко понашање - ајкуле — побољшана вештачка интелигенција; врсте су сад више зависне од висине односно велике беле ајкуле ће да бораве у дубинама а тигар ајкуле ближе и на површини - ајкуле — поправљен велики баг са биомима ајкула - ајкуле — јаче и агресивније анимације код напада на играча - крабе — подешена количина популације краба - крабе — подешен однос између калорија од крабе и калорија од кокосовог ораха - крабе — подешено време кувања - риба — поправљени неисправни почетни биоми; поједине врсте риба би сада требало да се појављују само у одговарајућим биомима - риба — побољшања и поправка великог бага са провером система кретања риба - аудио — звук кише већег битрејта - аудио — подешен звук весла - аудио — нови звучни клип за дављење - предмети — поправљено појављивање дуплих предмета - олупине брода — брод пропасти се више не појављује на обали | - менији — сада се може одабрати мерна јединица за температуру (целзијус или фаренхајт) - температурни систем — сада има потпуно нови температурни систем који ради у позадини; базиран је на стварним вредностима за пацифички регион; у обзир се узима време, дан, месец, година и влага при израчунавању тренутне температуре и очигледне температуре (како се осећа); температура океана опада са дубином засновано на вредностима из стварног живота које су прилагођене на свет игре; овај систем је још увек релативно нов и током изласка следећих верзија биће инкорпорисан много боље како би статистика била прецизнија (у обзир ће се узимати и замор играча, позиција у сенци или ван сенке, влажност коже итд.) - инвентар — инвентар сада приказује својства првог предмета у низу од максимално четири залихе; приказује стање, издржљивост, број послуживања итд. (имати на уму да постоји много различитих атрибута за предмете тако да је могуће да некад неће бити приоритетно тачно одабран прави атрибут) - корњача — ново створење - ража — ново створење - црноврха гребенска ајкула — ново створење - риба-лав — ново створење - риба — ново створење; риба косторожац-кловн - олупине брода — нове олупине брода; прамац авиона и брода - врата — нови предмет који се може изградити; сада се могу направити врата за кући, слично зиду - тканина — нови предмет; сада се може пронаћи тканина; овај предмет је по свим приликама чувар места и генерално у будућности ће бити побољшан и интегрисан у више комбинација за градњу - сирови завој — нови предмет; сада се може направити сирови завој | — | — |
| 4.                                                                           |                                                                              | 15. фебруар 2015.                                                            | - кревет — поправљено нестајање кревета; баг са нестајањем кревета заправо је био срећа у несрећи; овиме је истакнут много већи проблем граничног случаја где се предмети биома нису спремали како треба; тако да велики проблем није решен само за кревет него за сваки предмет (пријаве нестајања штапова итд.) - кревет — поправљен битан проблем за компатибилношћу односно летећи кревети - објекти за градњу — повећана удаљеност аутоматског означава предмета употребљивих за градњу - учитавање — поправљен проблем са новим садржајем и претходним спремањем - океан — поправљена графичка грешка у сцени туторијала - кромпир — може да се стави у огњиште - сплав — поправљени неки од физичких проблема; потребно је нагласити да се ове промене неће применити на постојеће спремљене сплавове - ајкуле — поправљено треперење тела ајкула - ајкуле — поправљен проблем са немогућношћу померања након напада ајкуле - ајкуле — поправљен случај означавања играча као „нападнутог” који је спречавао ајкуле да нападну играча - ајкуле — играчи више не би требало да имају могућност западања испод или заглављивања у терену након сцене напада ајкуле - ајкуле — мањи твикови по питању агресивности и немогућих вредности брзине - ајкуле — ајкулама ће порасти агресивност када их се нападне | — | — | — |
| 5.                                                                           |                                                                              | 21. март 2015.                                                               | - тканина — поправка штампарских грешака у опису - тканина — поправљен баг са неактивирањем опције за градњу - весло — поправљен баг са потиском на весло и испливавањем на површину - утврде — тешко реплицирати али је вероватно поправљен проблем са пропадањем предмета кроз платформе; време и коментари играча ће да покажу да ли је измена успешно имплементирана; друга могућност која би могло да представља проблем је уништавање редоследа ствари... - додатни менији — поправљен спам у додатном менију и спам у коришћењу предмета при затварању менија - додатни менији — поправљен баг са сукобом при интеракцији више додатних менија - додатни менији — поправљен баг где је при градњи са списка комбинација недостајало одређених опција - градња — Some improvement made to lag when equipping a hammer to switch between building and crafting modes with large collections and buildings. There’s a lot more work to be done here, but it should be better. - градња — побољшана функционалност платформи; сада се може ходати испод платформи и исте се могу постављати на стеновите терене; овиме су омогућене и нереалне ствари као што је постављање објеката унутар стена, тако да треба бити пажљив са новим системом градње објеката - врата — поправљени проблеми при отварању врата код олупина - врата — поправљени проблеми при померању играча у току отварања врата - медицинске залихе — поправљен баг са неограничених медицинским залихама - ваздушни спремник — чини се да играче збуњује овај предмет тако да је функционалност прерађена да би се могућност забуне смањила и остварила већа доследност; претходно, спремника за ваздух је имао постављен капацитет и користио се за допуну недостатка ваздуха у плућима играча; сада је уведен низ могућности употребе тако да се може вршити одабир неопходнога - огњиште — сада се приказује име убаченог предмета за кување - океан — поправљен баг поцрвењавања океана током смена времена - дрвеће — поправљен баг где су се при сечењу три спојена дела стабла као резултат учитавала три балвана уместо стабла - врата — модел врата сада указује на коју страну се врата отварају при постављању - степенице — материјали за градњу су подешени; претходно, степенице су биле ’луксузан’ објекат; сада су потреба за приступ првом и вишим спратовима тако да су потребе материјала такође подешене како треба; степенице сада троше четири штапа и два ужета - кревети — смањена величина како би се кревет могао сместити на једну платформу - мехурићи — поправљен баг где су нестајале ознаке мехурићима - олупине брода — олупина брода сада има ознаку мехурићима - мотор брода — поправљено ажурирање података на мерачу за гориво само када је мотор брода у функцији - играч — промењена механика при спуштању у положај чучња; сада је неопходно држати типку за чучање како би се остало у том положају - кофа — поправљен баг „Портал / старгејт” - кокосови ораси — поправљено ретко појављивање недостајуће референце - кит — поправљен спам са константном буком од кита - крабе — поправљен баг где крабе нису биле придруживане одговарајућим координатама за поновно центрирање и спремање - мотор брода — смањена запремина спремника са 0,7 на 0,4 - ефекти — поправљен баг са неисправним Сунчевим зракама које су се појављивале испод воде (велике наранџасте лоптице) | - утврде на мору — сада се могу истраживати низови повезаних или полуповезаних утврда на мору чиме је омогућено одлично склониште у току путовања, са много корисних предмета и залиха; морске утврде се процедурално генеришу у биому песковитих заравњења; имати на уму да се планира развој много напреднијих система платформи у будућности тако да се смењивање односно појављивање морских утврда тренутно можда чини изненадним или непредвидивим јер је начин учитавања биома и даље у фази развијања - вишеспратно грађење — званично је уведено грађење на више спратова; овај систем је такође у развоју и мада је означен као алфа константно ће да се унапређује; тренутно постоји само неколицина граничних случајева са нереалистичним постављањем који ће да се поправе како се игра буде ближила финалним фазама развоја; тренутно нема ограничења спратова и мега торњеви могу да постану честа појава; могуће је да ће се током следећих ажурирања увести додатне интересантне ствари као што је ограничавање могућности материјала у зависности од масе која се подржава и сл. како би систем градње постао много напреднији - интеракција — нова механика за интеракцију са објектима; да би се ступило у контакт са објектима који имају могућност интеракције са играчем, као што су логорске ватре, конзоле и контејнери, потребно је држати леви клик миша како би се померањем миша померао и објекат на ком је у моменту кликања био централни маркер; новим системом се отвара могућност уништавања интерактивних предмета као што су логорска ватра или врата, што до сада није било могуће - степенице — функционалност степеница је промењена; при постављању, могуће је ротирати нагиб односно смер у ком ће степенице да буду постављене; како год, степенице могу и даље да се поставе само тако да им је ослонац једна од платформи - прозори — сада је могуће направити зид са прозором - светиљка — функционалност светиљке сада је промењена; када се пронађе, светиљка ће да се трајно веже за играча и моћи ће да се укључи користећи типку за светиљку (подразумевана је R); све светиљке које тренутно постоје у свету игре су уништене, тако да је неопходно пронаћи нову светиљку да би ова промена имала ефекта; битно је напоменути да ће светиљка у будућности да се инкорпорише тако да је играч носа у левој руци како не би било ’мистериозног’ осветљења - аудио за играча — низ нових јединствених ефеката код играчког лика - замка за рибе — сада се може направити функционална замка за рибе; тренутно је могуће ухватити само рибу, али у будућности ће се ово проширити и на крабе, ракове итд. | — | — |
| 6.                                                                           |                                                                              | 23. март 2015.                                                               | - морске утврде — смањења количина генерисања - морске утврде — поправљен кроз разна врата и контејнере - сплавови — поправљена нестална пловност сплавова - светиљке — поправљен баг где се светиљке нису уврштавале у уграђене предмете; вредност би сада требало да се примени чим се узме нека светиљка (штапићаста батерија, велика батерија са ручком и сл.) - играч — додата опција „Измени чучање” у менију за унос; подешена на ће да задржи претходно оригинално понашање при чучању када је довољно једном притиснути типку за чучање да би играчки лик дошао у чучећи положај; подешена на ће да захтева да играч држи типку за чучање како би лик остао у чучећем положају - зидови са прозором — поправљено спремање зидова са прозором са погрешним ом; нажалост, сви зидови са прозором који су спремљени као зидови остаће зидови, али проблем је решен за све будуће зидове са прозором - киша — побољшан приказ проласка кише кроз одређене делове морских утврда; тачност и прецизност захтева још много рада - олупине брода — поправљен баг са неисправним спремањем a олупина брода; „Брод пропасти” је мењао једну од нових олупина брода; ово је поправљено за будуће генерисање, али ако је „Брод пропасти” већ спремљен на обали — ту ће и да остане - градња — поправљена евентуална немогућност стављања платформе преко степеница на вишим спратовима - градња — поправљена комбинација за градњу мотора за сплав јер сплав није био једна од неопходних ставки - градња — поправљен баг са узимањем материјала док је мени за градњу отворен - огњиште — поправљен баг са уништавањем огњишта при остављању прикаченог предмета који је могуће кувати заувек | — | — | — |
| 7.                                                                           |                                                                              | 30. април 2015.                                                              | - мотор сплава — сада је неопходан чекић да би се направио мотор - огњиште — сада се аутоматски ажурира име прикаченог предмета када се процес кувања заврши (нпр. пре кувања краба се зове само краба а после печена краба) - олупине брода — поправљена визуелна грешка са нестапањем стакленог шејдера са маглом - градња — поправљено неправилно приказивање имена „уже” уместо „везиво” за материјал који се појављује у неким опцијама (на списку материјала неопходних за градњу одабране опције) - градња — поправљен баг где се за платформе приказивала подразумевана опција сплав ако се покушавало градити изнад постојеће платформе на води - инфо опције — поправљен баг где се подешавање за имена предмета није примењивало у игри - опције уноса — поправљен иритантан баг за кориснике код којих су се функције придруживале кликовима миша при померању осе миша - заштитне наочале, пераје и светиљка — додато обавештење да играч зна уколико је већ пронашао ове предмете и ако су исти адекватно уграђени - летење — поправљен последњи метод летења привлачењем до објеката познат и као метод „метлине дршке” - флаше за воду — поправљен баг са неспремањем података за све предмете који представљају храну; ово је резултовало да се флаше воде саме напуне при поновном учитавању итд. - сплавови — прилагођене степенице за дрвене сплавове како би пењање било лакше - крабе — поправљене неумируће крабе када се кувају живе; крабе ће сада да умру ако се приближе ватри вучењем итд. - киша — поправљен неадекватан филтер за временске ефекте када је играч под водом | - спремање — сада је могуће имати више фајлова за спремање игре; фајл за спремање је сада смештен у инсталационом фолдеру игре и назван према у Стима; можда изгледа као насумично генерисан низ бројева али име заправо одговара јединственом корисничком у на Стиму; битно је поменути да постоји веома мало начина да се идентификује Стима уколико је то потребно; брза Гугл претрага може да помогне - спремање — унутрашње оптимизације за спремање фајл парсера - ворлд сид — сада је могуће поделити лични ворлд сид; неопходно је само унети ворлд сид и одабрати „Нова игра” на главном менију; лични ворлд сид може да се види у доњем десном углу менија за паузу - играч — још измењен и додато неколико звучних ефеката; побољшан звук скакања и још много тога; побољшан звук доскока, звук повраћања хране или пића, звучни ефекат дисања итд. - измењивач ознака — нови предмет; мали споредни предмет којим је уведен нови систем за именовање односно преименовање подразумеваних имена предмета уколико играч то жели | - ајкуле — динамички подешен радијус кружења базирано на повредама нанесеним ајкули - ајкуле — смањена могућност извртања сплава од стране ајкуле - ајкуле — привремена поправка за повређивање од спама при једноставном држању клика за држање предмета - ајкуле — смањена заинтересованост ајкула за играча када је на копну - ајкуле — повећана максимална количина повређивања: тигар ајкуле са 1000 на 2250, велике беле ајкукле са 2000 на 3350 - ајкуле — уведено је повраћање здравља од 0,5 по секунди након 320 секунди од последњег наношења повреда од стране ајкула - баланс — подешен модел за поглед при држању компаса - баланс — смањена учесталост за појављивање разних риба и сл.; ајкуле су сада много ређе тигар ајкула: са 100% на 30% велика вела ајкула: са 100% на 18% гребенске ајкуле: са 100% на 25% марлин: са 100% на 25% китови: са 20% на 6% раже: са 100% на 65% корњаче: са 100% на 55% - баланс — учесталост појављивања предмета унутар контејнера; контејнери ће сада готово увек имати барем један предмет унутра (просек за појављивање је 90%) | — |
| 8.                                                                           |                                                                              | 6. мај 2015.                                                                 | - спремање — поправљен баг са Стимом и покушавањем двоструке иницијализације која је водила до изузетка; резултат овог је била немогућност исправног настављања већ спремљене игре након изласка у главни мени а без изласка на десктоп и поновног покретања - антибиотици — уклоњени услови за предмет против тровања који нису успешно имплементирани у последњем ажурирању игре; стање враћено тако да се антибиотици користе за лечење тровања а витамини за кашаљ, прехладу и сл. болести - главни мени — након пријава да се понекад приказује лого главног менија без опција, уложени су напори да се отклоне сви могући узроци овог проблема; међутим, тачан узрок никада није откривен и не зна се да ли је проблем адекватно решен - увод — промењена комбинација типки за прескакање увода на Esc како би се онемогући сукоб тастатура - светиљка — поправљен баг где се није могла подигнути застално уграђена светиљка ако је инвентар пун - логорска ватра — смањена дисторзија пламена на нешто реалистичнији ниво; поправљене још неке повезане функције | - учитавање — екран за учитавање сада има поруку учтивости за јоземитске кориснике јер је време учитавања поприлично дуго - учитавање — екран за учитавање сада приказује разне савете | — | — |
| 9.                                                                           |                                                                              | 20. мај 2015.                                                                | — | - надограђивање игре — прво експериментално надограђивање испоручило игру Јунити 5 енџину | — | — |
| 10.                                                                          |                                                                              | 28. мај 2015.                                                                | - сат — поправљено нерендеровање екрана сата - унос — поправљено подешавање повезивања типки менија за унос које се постављало на „Ништа” - — поправљене размере за разне односе величина екрана да би се сада прилагођавање вршило пропорционално за све резолуције - — поправљен недостајући градијент код контрола - — започето чишћење и оптимизовање хијерархије да би се смањили дроу колси - морски јеж — поправљено рендеровање материјала без прозирности - Вули — поправљено рендеровање материјала без прозирности - тканина — поправљено рендеровање за розу из недостајућег шејдера - киша — поправљено рендеровање за розу из недостајућег шејдера - сплав — поправљен треперећи сплав при веслању - океан — поправљена грешка код осветљивања пене додатним светлима | - Стим — започето омогућавање функционалности да би се подржали статуси и постигнућа на Стиму; бројач „преживео дана” на главном менију би од сада требало да се приказује исправно након спремања игре - сенке — додате сенке за траву и лишће за подешавање квалитета на „Ултра” - сенке — повећана резолуција за подешавање квалитета на „Ултра” - — претворен инвентара у нови систем - — поправљени општи елементи у нови систем - — претворена обавештења у нови систем - — претворен сата у нови систем - осветљење — премештено стварање амбијентног осветљења (офлајн) | — | - роза шејдери — могуће је пронаћи неколико роза шејдера; потребно их је пријавити на адекватно место за пријаву багова, осим за објекте који су очигледно стаклени; шејдер за стакло још увек није написан јер мора да буде компатибилан са новим ом - шејдери — неколико објеката нема своје одговарајуће нормалне и спекуларне мапе; процес обједињавања свих шејдера је тренутно у току, тако да ће ово да буде решено; шејдери за дрвеће и лишће нису готови или не раде како треба; тренутно се ради на поправци ових проблема - сенке — могуће је видети неке иритантне остатке старог система за сенке у новоуведеном; ради се на отклањању проблема - — целокупан сада је пребачен из старог система у нови ; сви елементи тренутно су у развоју али су функционални |
| 11.                                                                          |                                                                              | 23. јун 2015.                                                                | - сат — измењени елементи екрана за бољу прегледност; подешена спекуларна и додата нормална мапа те ефекти стакла - сат — поправљено непаљење позадинског осветљења ноћу - фењер — поправљен недостајући шејдер за стакло и светлосни ефекти - кофа — поправљен недостајући шејдер за воду - сплав за спасавање — жути појас за спасавање се вратио - играч — поправљене грешке везано за осветљавање светиљком и руку играча - играч — поправљен шејдер за ефекте на руци додавањем новог модела осветљавања - играч — одговарајући шејдер за кожу је поново уведен - играч — поправљено стајање испод кровова и пролажење кроз исте - играч — поправљене нетачности везано за преклапање делова тла - Месец — поправљено појављивање Месечевог халоа испод океана - крабе — поправљена мала брзина кретања краба - дрвеће — поправљено недовољно дубинско рендеровање делова дрвећа, подешени ефекти магле итд. - сенке — поправљен баг где су објекти под водом имали сенке на површини океана - градња — поправљено означавање објеката за градњу и означавање поставке за коначни изглед склопљеног односно изграђеног објекта; оптимизована меморија потребна за бечинг - — поправљене нетачне боје за означавање додатака које су уведене новим бирачем боја (Јунити 5) - — поправљен баг где се дијалози за потврђивање нису приказивали преко менија за опције - градња — поправљен баг у попап менију за градњу где се скролинг списак није поново враћао на врх - градња — поправљен први елемент у попапу за градњу јер се није означавао при првом отварању - градња — поправљено нефиксирање степеница тамо где су постављене - спремање — поправљен баг где се следећи предмети нису били спремали: знак за ајкуле близу копна, вишеспратна платформа, вишеспратне степенице, зидови са прозорима и измењивач ознака - менији — поправљен баг где се појављивао црни екран после умирања (уместо менија) - контејнери — повезани сви контејнери, кућишта и конзоле; меш колајдери промењени у обједињене примитивне колајдере - одскакујући предмети контејнера — ово је проблем између примитивних колајдера и меш колајдера; предмети који одскакују требало би да су сада причвршћени за контејнере; могуће је да проблем није решен за стене | - Јунити — надоградња на последњу верзију Јунитија, - антиалијасинг — нови алгоритам; промењена подешавања за рендеровање антиалијасинга - оклузија амбијента — нови ефекат оклузије амбијента | — | познати проблеми: - океан — површина океана када се на њу гледа испод воде је тренутно модификована амбијентном оклузијом - лишће — наличја код грмова и већих дрвећа нису исправно осветљена |
| 12.                                                                          |                                                                              | 15. јул 2015.                                                                | — | — | — | — |
| 13.                                                                          |                                                                              | 22. јул 2015.                                                                | - терен — смањена удаљеност између острва - играч — прерађена механика за будући олакшан рад - играч — поправљени случајеви лепљења за зидове итд. - играч — поправљена визуелна треперења у неким сценаријима као што је трчање са светиљком итд. - играч — поправљене грешке у осветљењу са светиљком и играчевом руком - играч — поправљено стајање испод кровова и пролажење кроз исте - играч — поправљене нетачности у погледу додира са тлом - играч — поправљено пролажење играча кроз ајкуле - физика — поправљен баг са колајдерима спремљених физичких објеката (нпр. штапови под углом) - увод — поправљено пролажење кроз колица - олупина авиона — поправљено преклапање прифаб а које је изазивало баг са појављивањем погрешне олупине - степенице — поправљен баг са деловањем степеница на објекте за градњу при постављању истих - врата — поправљено аутоматско смештање врата и прозора на погрешне позиције - градња — поправљен баг где су се могли означити објекти за градњу при прављењу грађевина; оптимизована меморија потребна за бечинг - градња — поправљен баг где су предмети за градњу остајали константно означени при промени подешавања за означавање у менију за опције - градња — поправљен баг у попап менију за градњу где се скролинг листа није враћала на почетак - градња — поправљен први елемент у попапу за градњу који се није означавао при првом отварању - антибиотици — подешена количина појављивања; сада је шанса за налазак у ормарићима на зиду око 25% - биљке за искоришћавање — поправљен пропуст где се време следећег искоришћавања могло убрзати настављањем држања типке за акцију након искоришћавања претходне биљке - сат — поправљени елементи на екрану због боље прегледности; подешен спекуларни и додат нормални ефекат за мапу и стакло - Месец — поправљен Месечев хало који се појављивао испод океана - дрвеће — поправљени дрвени билборди који се нису рендеровали у дубину како треба (били су преписивани маглом итд.) - сенке — поправљен баг где су објекти под водом имали сенке на површини океана - сенке — поправљено искакање сенки облака при заласку сунца - менији — поправљен a bug where you would exit to a black screen after dying. - контејнери — повезани сви колајдери контејнера, кућишта и конзола; меш колајдери промењени у обједињене примитивне колајдере - одскакујући предмети контејнера — ово је проблем између примитивних колајдера и меш колајдера; предмети који одскакују требало би да су сада причвршћени за контејнере; могуће је да проблем није решен за стене - унос — поправљено подешавање повезивања типки менија за унос које се постављало на „Ништа” - унос — поправљена осетљивост миша која је била погрешна при првом отварању подешавања у менију за унос - унос — подешена подразумевана осетљивост миша на 0,2 - — поправљене размере за разне односе величина екрана да би се сада прилагођавање вршило пропорционално за све резолуције - — започето чишћење и оптимизовање хијерархије да би се смањили дроу колси - — поправљене разне грешке у форматовању - сплав — поправљен треперећи сплав при веслању - океан — поправљена грешка у осветљавању пене додавањем светала | - Јунити — надограђено на последњу верзију - оклузија амбијента — нови ефекат амбијентне оклузије - антиалијасинг — нови алгоритам; промењена подешавања за рендеровање антиалијасинга - — нови дизајн и систем за ; сви елементи сада су претворени у нови изворни систем за Јунити 5 - Стим — започето омогућавање функционалности да би се подржали статуси и постигнућа на Стиму; бројач „преживео дана” на главном менију би од сада требало да се приказује исправно након спремања игре - сенке — додате сенке за траву и лишће за подешавање квалитета на „Ултра” - сенке — повећана резолуција за подешавање квалитета на „Ултра” - осветљење — премештено стварање амбијентног осветљења (офлајн) | — | познати проблеми: - океан — површина океана када се на њу гледа испод воде је тренутно модификована амбијентном оклузијом - лишће — наличја код грмова и већих дрвећа нису исправно осветљена |
| 14.                                                                          |                                                                              | 24. јул 2015.                                                                | — | — | — | — |
| 15.                                                                          |                                                                              | 27. јул 2015.                                                                | — | — | — | — |
| 16.                                                                          |                                                                              | 28. јул 2015.                                                                | — | — | — | — |
| 17.                                                                          |                                                                              | 8. септембар 2015.                                                           | — | — | — | — |
| 18.                                                                          |                                                                              | 11. септембар 2015..                                                         | — | — | — | — |
| 19.                                                                          |                                                                              | 11. новембар 2015.                                                           | — | — | — | — |
| 20.                                                                          |                                                                              | 13. новембар 2015.                                                           | — | — | — | — |
| 21.                                                                          |                                                                              | 20. новембар 2015.                                                           | — | — | — | — |
| 22.                                                                          |                                                                              | 25. новембар 2015.                                                           | — | — | — | — |
| 23.                                                                          |                                                                              | 27. новембар 2015.                                                           | — | — | — | — |
| 24.                                                                          |                                                                              | 2. децембар 2015.                                                            | — | — | — | — |
| 25.                                                                          |                                                                              | 7. децембар 2015.                                                            | - поправљен велики баг који је постојао још од самог изласка игре где је више објеката на једном месту драматично смањивало - поправљене визелне грешке које је изазивао бендинг текстуре за дубину - поправљен проблем са камерама и употребом различитих метода за редукцију - поправљен проблем са појављивањем ајкула на погрешним позицијама а потом нестајањем - поправљено означавање објеката иако је опција „Означавање предмета” одзначена - поправљено аутоматско неозначавање поља за унос код ворлд сид дијалога - поправљено неправилно обрађивање података због којег се рибе нису појављивале у довољном броју - поправљено коришћење предмета који се држи при одабирању једне од опција за градњу - поправљено количински мало генерисање кромпира и олупина брода - поправљен баг где кросхер опције нису имале ефекта - поправљено неправилно приказивање скролбара у менију за графичке опције | - додати нови менији - додат нови мени за градњу - додат нови уређивач мапе - додат нови уређивач света - додат нови систем терена - додат нови систем океана - додата боља каустика - додата плима и осека - додат нови систем градње - додат нови потпорањ за објекте који се граде - додати колижонси за градњу границе за величине грађевина - додате нове опције за разградњу - додата подршка за - додата нова опција за покретање - додате нове опције за рефлексију код - додат нови ефекат за тонирање мапе - додат нови ефекат за визуелну адаптацију - додат нови ефекат за замагљивање покрета - додат нови ефекат за дубину поља - додате нове стене - додате нове стене на клифовима - додата нова биљка сериман - додата нова биљка папрати банане - додата нова биљка филодендрон - додато ново дрво фикус - додато ново дрво палма - додати комадићи који остају после сечења дрвета - додат спидтри и билборд подршка за дрво фикуса - додата опција транслуценције у графички мени како би се постигла полупровидност тканине и лишћа - додат нови објекат за градњу дрифтвуд - додат нови извор за дрифтвуд - додат објекат за градњу дрифтвуд платформа - додат објекат за градњу дрифтвуд под - додат објекат за градњу дрифтвуд панел - додат објекат за градњу покривке дрифтвуд панела - додат нови објекат за градњу дрво - додат објекат за градњу дрвена платформа - додат објекат за градњу дрвени под - додат објекат за градњу дрвени панел - додат објекат за градњу покривке дрвеног панела - додат нови објекат за градњу даска - додат објекат за градњу платформа од даске - додат објекат за градњу под од даске - додат објекат за градњу панел даске - додат објекат за градњу покривке панела даске - додат нови објекат за градњу челик - додат објекат за градњу челична платформа - додат објекат за градњу челични под - додат објекат за градњу челични панел - додат објекат за градњу покривке челичног панела - додат нови објекат за градњу картон - додат објекат за градњу картонска платформа - додат објекат за градњу картонски под - додат објекат за градњу картонски панел - додат објекат за градњу покривке картонског панела - додат нови објекат за градњу тканина/церада - додат објекат за градњу панел тканине/цераде - додат објекат за градњу покривке панела тканине/цераде - додат нови објекат за градњу контејнер - додат објекат за градњу панел контејнера за испоруку - додат нови предмет за сакупљање контејнер за испоруку - додат нови предмет за сакупљање челични отпад - додат нови предмет за сакупљање картонски отпад - додат нови предмет за сакупљање отпад даске | - додати описи за комбинације при градњи - додата опциона океанска ротација за платформе у покрету - додат мени слајдер за нову опцију ротацију унутар одељка „Гејмплеј” - додата тултип функционалност за одабир подешавања у менију за опције - додата већа дрвећа за процедурално генерисана острва - прилагођен ниво детаља дрвета палме - прилагођен ниво детаља стена - прилагођена брзина ходања играча са 3 на 4 - прилагођена брзина трчања играча са 5 на 6,5 - прилагођена брзина кретања играча у чучећем положају са 1,5 на 2 - прилагођена висина скока играча са 4 на 5 - промењене удаљености на којима се могу оставити поједини предмети а потом означити за градњу - промењен модел штапа како би одговарао новом материјалу за градњу дрвету - промењене удаљености редукције за поједине слојеве (делићи дрвета, објекти, животиње итд.) - промењени разни елементи мени дизајна - промењено повезивање типки тако да се одабиром типке Esc може отказати и градња - промењено повезивање типки за чучањ на леви Ctrl - промењено повезивање типки за мени за градњу тако да је подразумевана типка C - побољшан перформанс SLI/кросфајер система - побољшани визуелни аспекти за удаљена острва (још увек се навелико ради на овој ставци) - побољшана видљивост иконе курсора у менију - побољшано амбијентско осветљење - побољшано осветљење како би се додало више контраста - побољшана времена учитавања терена - побољшани модели траве и малих биљки тако да се појављују реалистичније - повећана јачина сенки за више контраста - повећан капацитет инвентара са 8 на 15 - отклоњен проблем појављивања материјала испред играча након отказивања градње - отклоњен проблем појављивања дијалога за подешавања на почетку; сва подешавања у игри, укључујући и резолуцију, сада су доступна и у менију за опције који се покреће у току игре | — |
| 26.                                                                          |                                                                              | 9. децембар 2015.                                                            | - поправљен велики баг са неким компонентама игре које су се спремала када није требало - поправљен велики баг са зонама света које се нису спремале - поправљено неспремање конектора за градњу и поновно неисправно учитавање - поправљено неисправно бројање платформи и подова у односу на број панела - поправљено непрестајање кувања предмета који могу да се кувају након узимања са ватре помоћи типке E - поправљена немогућност интеракције са животињским регдолима - поправљено непуштање звука при отварању и затварању врата и контејнера - поправљен могући узрок за невраћање назад на када није подржан - поправљено једнострано лишће након искључивања транслуценције | — | — | — |
| 27.                                                                          |                                                                              | 15. децембар 2015.                                                           | - поправљен могући узрок невраћања игре назад на када није подржан - поправљени остаци од дрвених билборда који се нису окретали правилно према камери у погледу дубинске текстуре - поправљено непоклапање ротације дрвета фикуса и дрвених билборда - поправљено приказивање имена на стенама - поправљено постављање зидова са погрешном оријентацијом - поправљене беле тачке по терену - поправљени звукови корачања | - додат део за градњу врата контејнера за испоруку - додата нова категорија за градњу клинасте платформе - додат део за градњу дрифтвуд клинаста платформа - додат део за градњу дрвена клинаста платформа - додат део за градњу клинаста платформа од дасака - додат део за градњу картонска клинаста платформа - додат део за градњу челична клинаста платформа - додата нова категорија за градњу клинасти подови - додат део за градњу дрифтвуд клинасти под - додат део за градњу дрвени клинасти под - додат део за градњу клинасти под од дасака - додат део за градњу картонски клинасти под - додат део за градњу челични клинасти под - додат део за градњу Driftwood Steps building part! - додат део за градњу степенице од дасака - додат део за градњу картонске степенице - додат део за градњу челичне степенице | - побољшана подршка при уништавању дела за градњу који не може да се уништи - побољшано рендеровање и боја Сунца - привремено уклоњен ефекат „Дубина поља” - повећано појављивање тигар ајкула по зони са 3 на 4 - повећано појављивање великих белих ајкула по зони са 3 на 4 | — |
| 28.                                                                          |                                                                              | 23. децембар 2015..                                                          | - поправљена немогућност поновног пуњења флаше за воду из кофе пуне свеже воде након поновног учитавања - поправљено неисправно постављање меша за воду у кофама (на погрешном слоју за рендеровање) - поправљено поновно генерисање краба при поновном уласку у зону - поправљено неажурирање опције за квалитет транслуценције при отварању менија за опције | — | - дорађено време - додат привремени дрвени сплав док се не заврши нови систем сплавова - измењене платформе тако да се више не сукобљавају са стенама терена итд. - подешена подразумевана јачина океанских таласа са 10 на 8 - подешен подразумевани ефекат океанске ротације са 1,0 на 0,25 | — |
| 29.                                                                          |                                                                              | 12. јануар 2016.                                                             | - поправљени визуелни остаци удаљених објеката који су се приказивали на неким деловима океана - поправљен бафер за мапирање прилагођених тонова повећавањем броја троуглова за око 100.000 - поправљени визуелни остаци у шејдерима при постављању делова за градњу на њихова места - поправљени светлосни ефекти на океану при коришћењу светиљке - поправљено закретање од 180° при градњи зидова | - додат део за градњу дрифтвуд степенице - додата нова категорија за градњу полузидови - додат део за градњу дрифтвуд полузид - додат део за градњу дрвени полузид - додат део за градњу полузид од дасака - додат део за градњу картонски полузид - додат део за градњу челични полузид - додата нова категорија за градњу лукови - додат део за градњу дрифтвуд лукови - додат део за градњу дрвени лукови - додат део за градњу лукови од дасака - додат део за градњу картонски лукови - додат део за градњу челични лукови - додата нова категорија за градњу врата - додат део за градњу дрифтвуд врата - додат део за градњу дрвена врата - додат део за градњу врата од дасака - додат део за градњу картонска врата - додат део за градњу челична врата - додата нова категорија за градњу прозори - додат део за градњу дрифтвуд прозор - додат део за градњу дрвени прозор - додат део за градњу прозор од дасака - додат део за градњу картонски прозор - додат део за градњу челични прозор | - повећан перформанс значајним смањивањем беспотребних дроу колова - смањено искакање меша за терен услед преагресивне теселације - оптимизовани слојеви океана за биоме који нису острва - побољшан целокупан изглед објеката за градњу од картона - побољшан изглед покривки за зидове од дрвета - уклоњена могућност постављања зидова као кровних панела, сад-засад (користити подове уместо зидова) | - надограђено на последњи - надограђен за |
| 30.                                                                          |                                                                              | 14. јануар 2016.                                                             | - поправљено приказивање обавештења „Преблизу структури” из више разлога - поправљено неправилно смештање објеката за градњу (под неисправним угловима) при брзом окретању камере - поправљено непридруживање објеката за градњу структурама након спремања што је изазивало вишеструке проблеме - поправљено придруживање објеката за градњу структурама са разликама у минутама уместо степенима - поправљена некомплетна опција у игри која је изазивала проблеме са менијем за градњу | — | — | — |
| 31.                                                                          |                                                                              | 24. јануар 2016.                                                             | - поправљено неограничавање висине код платформи као делова за градњу - поправљен баг који је спречавао излазак из менија за опције у уређивачу мапе - поправљен баг са фењерима и активирањем другог материјала везаног за исте - поправљен баг који је имао утицај на нестајање фењера - поправљен баг који је имао утицај на нестајање ајкула - поправљен нетачан ниво плиме и осеке - поправљено појављивање контејнера у олупинама брода све време - поправљени проблеми са потешкоћама да ајкуле лоцирају играча | - додат нови систем градње сплавова — овим ажурирањем се први пут уводи нови систем градње сплавова; нови сплавови се сада граде од три компоненте: базе сплава, пода сплава и мотора; прво је неопходно направити плутајућу базу за сплав користећи разни отпад који се може пронаћи и који плута на води; потом се под сплава може додати на базу сплава, а на тај под причврстити мотор; систем сплавова функционише на веома сличан начин као и обични систем градње: склапање различитих компоненти у један објекат; тренутно нема границе за величину сплава, али имати на уму да се потисак рачуна само за одређен број тачака на површини сплава из функционалних разлога, тако да веома велики сплавови могу да се понашају чудно; како се развој система наставља, додаваће се проширења као што су надстрешнице и контејнери за спремање да би се могло понети више предмета на једном сплаву знајући да их се може безбедно доставити где треба - додат нови систем мотора — мотори су објекти с којима се може остварити интеракција (као што је отварање контејнера, на пример) да би се њима управљало; генерално говорећи, мотори се контролишу типкама W, A, S, D; могуће је да има неколико варијација зависно о типу мотора; мотори са кормилом или веслом се контролишу нормално користећи поменуте типке, али појас за спасавање се контролише кретањем напред типком W и гледањем у смеру у којем играч жели да весла; биће још финог дорађивања карактеристика мотора и побољшања како се све буде унапређивало; вредно је поменути да појасу за спасавање такође недостаје анимација веслања, али ово ће се поново вратити у игру када се ускоро инкорпорише модел играча - додата нова категорија за градњу базе сплавова - додат део за градњу база сплава од дрвених делова - додат део за градњу база сплава од гума - додат део за градњу база сплава од буради - додат део за градњу база сплава од плутајућих лоптица - додата нова категорија за градњу подови сплавова - додат део за градњу под сплава од дрифтвуда - додат део за градњу под сплава од дрвета - додат део за градњу под сплава од дасака - додат део за градњу под сплава од картона - додат део за градњу под сплава од челика - додата нова категорија за градњу мотори - додат мотор са једром од цераде - додат мотор за покретање чамца - додат материјал за градњу гуме - додат отпад за прикупљање гомила гума - додат материјал за градњу бурад - додат отпад за прикупљање гомила буради - додат материјал за градњу плутајуће лоптице - додат отпад за прикупљање гомила плутајућих лоптица | - побољшано тестирање грешака и пријављивање невалидних или корумпираних структура фолдера света и мапа - побољшана брзина валидације фајла за спремање (значајно) - промењена функционалност сплава за спасавање како би се инкорпорисала нова механика система мотора - промењен начин искоришћавања биљки тако да се више не приказује стварно време поновног раста јер превише збуњује играче - додат претпреглед за нове објекте у менију за градњу - додати комплетнији описи за делове објеката у менију за градњу - промењен редослед потребне и доступне комбинације материјала у менију за градњу - додат нови систем етикета - додат нови модел биљке јука - додати засебни делови дрифтвуда у генерисање терена | — |
| 32.                                                                          |                                                                              | 25. јануар 2016.                                                             | - поправљен баг где се звук за сплав чуо и након одмицања од истог - поправљена подешавања за океанску ротацију која нису утицала на измењене сплавове - поправљени панели контејнера за испоруку и врата који се нису приказивали као доступни материјали у менију за градњу - поправљен баг који је утицао на транслуценцију код шејдера за лишће за - поправљен баг за нестајање краба - поправљен лимит уноса карактера у дијалог ворлд сида јер је био 9 уместо 10 | — | — | - весло је уклоњено као предмет јер више нема никакву функцију |
| 33.                                                                          |                                                                              | 27. јануар 2016.                                                             | - поправљен баг где се невидљиви сплав сударао са деловима сплава за изградњу - поправљена немогућност интеракције са сплавовима за спасавање након претходних спремања - поправљене грешке у контроли при сечењу стена и кокосових ораха | — | — | — |
| 34.                                                                          |                                                                              | 18. фебруар 2016.                                                            | - поправљени остаци „Black spot&nbsp;/ TV” на предметима, терену и лишћу за кориснике који користе и друге графичке картице - поправљени визуелни остаци „wobbly” на океану - поправљен визуелни остатак „horizon line” у магли - поправљена могућност смештања логорских ватри испод воде - поправљена могућност проблема са заглављивањем опције за чучање играча - поправљена немогућност отпуштања дрвета/степеница када је играч близу тла - поправљени остаци од штете нанесене дављењем - поправљено нагомилавање краба једне на другу и мировање | - додат нови играчки лик - додат нови систем узгајања — овим ажурирањем уведен је по први пут систем узгајања воћа и поврћа; за почетак се користе две биљке: кувава и кура; постоји више начина на које се може садити са посебном наменом како би се обновило здравље или у будућности побољшале могућности; да би се садило, неопходан је нови предмет мотика; када је мотика у инвентару, могуће је саградити место за усеве као део плантаже користећи мени за градњу; могуће је остварити интеракцију са усевима како би се засадило воће кувава и биљка кура, те почеле узгајати сопствене биљке; биљке морају да се заливају свежом водом сваких неколико дана у игри и биће неопходно неколико дана да нарасту; чак и ако су старе, биљке ће да одумру ако их се не залије у року од два дана у игри; постоји привремени да би се омогућио одређен ниво информација када биљке треба да се залију; ако усев пропадне, мора да се почисти користећи мотику пре поновне садње; ако је усев дао плод пре него што је пропао, воће ће да остане иза усева и може и само да пропадне; није могуће јести покварено воће а да се не разболи, али га се може поново засадити и покушати одржати успешан усев; овим системом уведен је и нови универзални концепт: све што је означено жутом бојом сигурно је за јести и може да се користи у медицинске сврхе - додат нови предмет мотика - додата нова биљка за узгајање кувава - додата нова биљка за узгајање кура | - додата подешавања за квалитет океана - додато пропадање хране - додата биљка кувава у опште генерисање терена - додата биљка кура у опште генерисање терена - додато сечење дрвета палме, поново - промењен систем градње тако да је чекић неопходан, поново - промењено узгајање тако да је мотика неопходна - промењен систем смештања мотора да функционише као и степенице (’закључавање’ на углове од 90°) - промењени визуелни аспекти означавања - промењена транслуценција тако да се не активира када су сенке онемогућене да би се спречио пресветли изглед лишћа - промењен сат тако да се добијају упозорења само када је статистика за здравље критична - побољшан модел ужади тако да се више истичу - побољшана трава на терену | - ново време и календарски систем у игри |
| 35.                                                                          |                                                                              | 18. фебруар 2016.                                                            | - поправљено аутоматско кварење кокосових ораха када се отворе - поправљена могућност садње кромпира | — | - промењено кварење хране тако да постане фришка после кувања (то значи да се време трајања овако може продужити) | — |
| 36.                                                                          |                                                                              | 24. фебруар 2016.                                                            | - поправљено непојављивање главе играчког лика у сценама са ниским сенкама - поправљено кварење позе играча при коришћењу неких предмета (риба-стрелац итд.) - поправљени проблеми са уласком играчког лика у уске просторе (олупине брода итд.) - поправљени проблеми са детекцијом играчког лика у близини обала - поправљен проблем при чучању играчког лика које је изазивало узвртање сплавова када су се исти користили - поправљено тоњење стопала играчког лика у земљу - поправљено погрешно кретање камере после коришћења сплава и пењања уз степенице - поправљене неисправне количине материјала за градњу приказиване у менију за градњу - поправљено непримењивање промена на име предмета (кувано итд.) - поправљено непримењивање детаља за текстуре стена клифа - поправљено утицање пливања играча на брзину риба | — | - додата уводна сцена, поново (са застарелим туторијалом) - додато туторијал обавештење за коришћење почетног сплава - додат ниво детаља за усеве - повећана брзина ходања играча са 2 на 2,5 - смањена брзина трчања играча са 6,5 на 5,5. - побољшани прелази играча и позиционирање камере при променама смера пливања - побољшана позиција руке играчког лика при пливању унапред | — |
| 37.                                                                          |                                                                              | 18. март 2016.                                                               | - поправљени дословни багови код осветљења фењером - поправљено спавање у кревету до 12.00 уместо пуних девет часова - поправљено неажурирање билборд осветљења после спавања - поправљено неправилно расипање искри логорске ватре при различитим угловима камере - поправљена могућност ненестајања екрана за учитавање након учитавања а при прескакању туторијала | - додата нова логорска ватра — логорска ватра је сада ажурирана тако да користи нови модел и механику; механика је описана у напоменама за означавање предмета за градњу - додато ново склониште — сада је ово један од двају начина за спремање игре: може се или спавати или спремити користећи интеракцију са склоништем - додат нови параметар код виталних аспеката — сада сан утиче на могућности играча; тренутно, ако недостаје сна једина промена ће бити немогућност трчања - додато ново означавање предмета за градњу — неки објекти за градњу сада функционишу слично као сам процес градње; могуће је саградити основни објекат а потом га проширити са више додатака; добар пример је логорска ватра, која може да се прошири огњиштем; слично, огњиште може да се прошири тако да буде још веће; систем омогућава градњу мањих објеката тако да буду измењиви и модуларни као и сам основни систем градње - додат нови објекат за градњу соларна свежа вода — сада је могуће прикупити соларну свежу воду да се направи свежа вода; ово је један од само неколико начина да се у игри дође до свеже воде и кључан је за преживљавање; неопходни је проналазити предмете да би се унутар дана или два вратило до обале и прокувала вода; имати већ припремљене залихе свеже воде веома је корисно за узгајање јер ће слана вода да негативно утиче на хидрацију усева - додат нови објекат за градњу колектор свеже воде — сада је могуће направити колектор за воду; свежа вода може да се добије у овом систему кувањем морске воде и прикупљањем водене паре; проширење огњишта је неопходно за смештање воденог колектора у функционалан положај - додат нови објекат за градњу димљеник — сада је могуће прикачити димљеник на логорску ватру; димљеник се може користити за димљење и дуже очувавање меса јер спречава пропадање; проширење огњишта је такође неопходно и за димљеник - додат нови објекат за градњу хобо пећ — сада је могуће изградити хобо пећ која може да се прикачи на логорску ватру; хобо пећ функционише као и надограђено огњиште: омогућава кување више предмета без потребе за присуством кувању; проширење огњишта је неопходно за постављање хобо пећи у функционалан положај - додат нови објекат за градњу фиброзни лист — конопци се сада прикупљају заједно са фиброзним листовима, и то од биљака на острвима - додати нови системи градње — неколико система градње је измењено и сада постоји већи ниво детаља - додат нови модел кофе | - уклоњен почетни нож и флаша воде - промењена функционалност игре тако да је склониште или кревет неопходан објекат - додат хинт обавештења за функционалност сата - додато смањивање жеђи и здравља при спавању - подешени витални аспекти жеђи и глади — жеђ сада опада након једног дана у игри, а глад након три дана у игри; када жеђ и глад досегну максимум односно индикатори буду на минимуму, здравље почиње да се троши; здравље ће да се истроши након 24 сата у игри и када се то деси играч умире (као и до сада); ако се индикатори за жеђ и глад држе изнад 70 посто здравље ће се обновити унутар 24 сата у игри - промењени кокосови ораси тако да само половице кокосовог ораха пропадају - промењен кокосов орах за пијење тако да се може напунити као и флаша воде - промењен раст јуке и кромпира тако да буде прилагођен новом времену у игри - промењен период за нестајање покварене хране на 5 дана након поновног доласка у зону - додато заливање усева кишом и ако играч није у истој зони - додато уливање кише у кофе и ако играч није у истој зони - додата могућност гашења логорске ватре - претворено време изгарања логорске ватре тако да одговара новоуведеном времену у игри - претворен време кувања хране тако да одговара новоуведеном времену у игри - претворене статистике играча и ефекти тако да све одговара новоуведеном времену у игри - побољшано кретање предмета играча са камером - побољшано позиционирање камере при гледању на сат - додата могућност скакања да би се зауставила употреба сплава - додат нови звучни ефекат кише - додате нове капљице кише - додат ефекат замагљивања под водом - додата упозорења у главном менију да би се детектовали неки системи који не подржавају одређене спецификације - оптимизовано рендеровање за рефлексије                                                     | — |
| 38.                                                                          |                                                                              | 18. март 2016.                                                               | - поправљено замрзавање игре у току спавања ако је колектор за воду празан - поправљено недобијање довољно поена за спавање при спавању - поправљен баг са непримењивањем промене подешавања резолуције у току игре | — | — | — |
| 39.                                                                          |                                                                              | 23. март 2016.                                                               | - поправљена веза димљеника и огњишта тако да се не губи веза са логорском ватром при поновном учитавању и да исти не нестају - поправљено губљење фокуса код менија за градњу при кликању ван менија - поправљено упропашћавање меса ајкуле при печењу - поправљено неучитавање етикета на правом месту у близини обале, земљишта и сл. - поправљено течење времена при коришћењу уређивача мапе | — | - уклоњено онемогућавање менија када играч користи мотор - промењена минимална подржана величина верзије фајла за спремање на 0,09 | — |
| 40.                                                                          |                                                                              | 3. мај 2016.                                                                 | - поправљено испадање предмета у инвентару при промени зона - поправљено неприкупљање воде када се удаљи од одређене зоне - поправљено доспевање на сами врх дрвета при пењању - поправљено заглављивање играча на неким површинама као што су логорске ватре, стене, балвани итд. - поправљено заглављивање играча у плафонима при скакању - поправљен сат играча и додат нови систем поставки - поправљено неисправно репродуцирање звука корачања - поправљена грешка у прорачунима за путању ајкула - поправљена визуелна грешка у лукапу за текстуру океанских шејдера - поправљена визуелна грешка у атмосферској магли која је стварала проблеме са лукапом за текстуре - поправљена покварена опција „Прикажи океан” у уређивачу мапе | - додат нови систем за пењање — додати нови носачи, лестве и цеви за пењање; објекти на које се може попети и носачи сада се означавају у наранџастој боји; потребно је држати типку Jump при пењању на носаче; захтевне шупљине између носача могу да се прескоче држањем типке Jump тако да играч ухвати супротни носач; сада је могуће скочити са једног објекта, на који је могуће пењати се, на други такав објекат - додата нова животиња шишмиш - додата нова животиња галеб - додати нови волуметрички облаци - додате нове текстуре за терен | - промењене лестве за сплав; сплавови не функционишу као лестве од сада; држати Jump за пењање - додата подешавања квалитета за волуметричке облаке - додато скакање са лестава и дрвећа; сада је могуће скочити у смеру у ком се гледа - побољшане анимације предмета код играча - побољшане лестве тако да се изврши поравнање играча са истима - побољшан играч тако да се може пењати уз и преко врха лестава - побољшана физика код скакања играча да буде што реалистичнија - побољшан квалитет анимације костију играча чиме су се смањиле грешке у анимирању - побољшано и смањено треперење камере услед анимација кретања играча - побољшан квалитет рендеровања Сунца - побољшан квалитет атмосферског небеског скетеринга - побољшан квалитет ноћног неба - побољшано свеукупно осветљење | - привремено уклоњено време - ажурирање Јунитија на 5.3.4 - ажурирање на последњи - ажуриран на последњу верзију |
| 41.                                                                          |                                                                              | 4. мај 2016.                                                                 | - поправљено крешовање на десктоп при градњи у и са последњом надоградњом Јунити 5.3 - поправљен некомплетан систем једара ради невраћања следећих ажурирања на верзију 0.12 | — | - додат подсетник на главни мени да се одабере ако је подржан | — |
| 42.                                                                          |                                                                              | 11. јун 2016.                                                                | - поправљено уништавање текстуре при коришћењу Alt+Tab ↹ те проблем са маглом и подводним ефектима - поправљено треперење камере након учитавања игре - поправљени остаци комадића након изгарања логорске ватре - поправљени остаци магле која је пролазила кроз океанске таласе (флотинг) - поправљене непотребне проксимити провере за хобо пећ - поправљена могућност узимања објеката који су предалеко, сечење превише удаљеног дрвећа итд. - поправљен баг где се интеракцијом сматрало само деловање док је играч окренут према контејнеру - поправљена мала шанса немогућности градње када је ајкула у близини - поправљено нестајање ајкула из биома који се напушта и неправилно спремање - поправљено недосезање до предмета погледом када је играч у чучећем положају - поправљено држање предмета и непраћење камере при гледању ка горе или доле | - додати нови предмети лук и стрела — једноставна стрела је намењена за наношење штете на средњем домету; усмерава се курсором и прегледност је отприлике 15 метара; стреле ће се сломити ако се испале у тврде површине као што је стена или челик - додат нови предмет копље за бацање — копље је намењено за наношење штете на кратком домету; копље ће се сломити ако се испали у тврде површине као што је стена или челик - додата нова животиња змија — нова змија ће да нападне и нанесе штету ако јој се превише приближи; при истраживању отока треба пазити где се хода, избегавати високе траве и ослушкивати како би се чули агресивни звукови змије; змију је тренутно немогуће убити - додата боља интелигенција за крабе — за крабе је побољшан и оне више немају „мрежа”; крабе се могу пронаћи саме на ивици обале и понашају се природније, истражују острво, избегавају играча и сл.; крабе се тренутно не појављују након што их се ухвати тако да их треба искоришћавати пажљиво - додата нова животиња вепар — мало дивље прасе може да се пронађе на већим острвима; веома су осетљиви и веома брзи - додат нови систем за циљање — када се користе предмети који се могу испаљивати као што је нова стрела или копље, могуће је држати секундарну типку за акцију (десни клик миша је подразумевана) да би се активирао мод за циљање; тада се уобичајено испаљују предмети левим кликом миша - додата нова анимација за узимање предмета — мали додатак али помаже корисницима и предмети више муњевито не доспевају у инвентар нити се избацују из њега бесконачном брзином - додата одгођена транслуценција — претходно, транслуцентни објекти су се рендеровали рендеровањем унапред; било је одређених проблема јер транслуцентни објекти морају да се рендерују засебно како би се постигло одговарајуће транслуцентно осветљење (али ово иначе није доступно код Јунитија) те потом блендовани са одгођеним поступком; сада се сваки процес транслуценције одвија као одгођени; свим корисницима је ова опција од сада укључена јер је утицај на перформансе занемарљив тако да је опција искључивања и укључивања избачена из менија - додат посебни покретач игре — због коментара играча да није могуће одабрати верзију при покретању игре са десктоп пречица, направљен је измењени покретач игре; нови покретач омогућава одабирање верзије у свим сценаријима, не само када се покреће из Стим библиотеке; такође је могуће одабрати фулскрин ако то корисник жели; ексклузивни мод је бољи за перформанс и кориснике који користе подешавања, али Alt+Tab ↹-овање није омогућено унутар ексклузивног мода DirectX&nbsp;11.0; опција без оквира је омогућена за играче који желе да користе и морају да стримују или приступају позадинским задацима са Alt+Tab ↹; старе опције за покретање Стимом су уклоњене - нови модели траве - нови модели површине тла - нова текстура песковитог тла - нова текстура песковитог и шљунковитог терена - нови модел биљке младица палме - нови модел биљке кромпира | - додата нова анимација држања већих објеката - додата нова могућност подешавања квалитета траве - додато филтер за поларизовање за још вибрантније дневно небо - додате засебне количине спремања за поједине предмете у инвентару - додато додатно обавештење ако се покушава поставити објекат на непогодно место у окружењу - додата могућност навигације кроз предмете у поједином слоту инвентара - додата могућност одабирања ’празних руку’ одабирањем празног инвентарног слота - додата могућност одабирања ’празних руку’ притискање тилде (типка ~) - додата могућност поновног затварања менија за градњу типком C - додата могућност носања великих објеката као што су балвани - додати недостајући колајдери за одговарајуће дрвеће и биљке - промењена интеракција тако да се користи типка Pickup - промењен мени за градњу тако да се остаје на страници за градњу која је напуштена - побољшано испуштање предмета из инвентара и смањен ефекат бацања - побољшане анимације за сат; сада је лепше и са бољим позицијама за бољу прегледност - побољшано спремање регдол животиња; регдоли сада спремају позиције костију да би се смањило извртање терета - враћене јединствене боје за различите модове градње - уклоњена непотребна проксимити провера структура при градњи мањих објеката - смањено губљење таласа код обале за динамичније таласе ближе обали - смањена учитавања на екрану главног менија закључавањем на 30 - уклоњено обнављање здравља код ајкула | - смањена битност дроу колова, побољшан свеукупни перформанс - враћене опције за резолуцију и опције у току игре - поновно направљени и побољшани недостаци интеракције - већа осетљивост уметне кичме (Spine IK) код играчког лика - нови хитбокс систем за животиње - побољшана детекција окидача за ајкуле |
| 43.                                                                          |                                                                              | 14. јун 2016.                                                                | - поправљени звукови за корачање - поправљено неоткључавање менија након вучења објеката који имају ову могућност - поправљена могућност узимања више повезаних балвана палме - поправљена могућност узимања вепрова и змија - поправљена недостајућа анимација за кофу - поправљено недостајање предмета у контејнерима - поправљено закључавање интеракције и менија при сечењу дрвета палме - поправљена немогућност изласка из уређивача мапе након примењивања опција | — | - додато повезивање типки за „Фри хендс” у опцијама за унос - додате провере како би се онемогућиле рефлексије код подешавања за лаптоп и ниску квалитету | последња верзија (ажурирано: јун 2016.) |